# Danny García
Danny Oscar García (Filadelfia, Pensilvania; 20 de marzo de 1988) es un boxeador profesional estadounidense de origen puertorriqueño.
Fue campeón superligero de la WBA y campeón wélter del WBC.

## Biografía
García nació en el norte de Filadelfia (segunda comunidad más grande de puertorriqueños en los Estados Unidos). Su madre, de Bayamón, y su padre (Ángel García), de Naguabo, se mudaron a Filadelfia cuando eran jóvenes. Fue en dicha ciudad donde Danny nació, creció y se enamoró del boxeo a través de su padre, quien en ese tiempo era boxeador y quien lo introdujo al boxeo, llevándolo al Philadelphia's Harrowgate Boxing Club cuando Danny tenía solo 10 años, que era la edad mínima legal para que un menor pudiera empezar a entrenar boxeo. Desde ese entonces García padre ha sido su principal entrenador, hasta la actualidad.
- 2006 Campeón nacional U.S.
- 2005 Campeón del torneo Tammer
- 2005 Campeón nacional sub-19[1]

## Carrera profesional

### Campeón juvenil wélter del WBC
García debutó como profesional a la edad de 19 años el 17 de noviembre de 2007, en el Borgata de Atlantic City, Nueva Jersey contra Mike Denby. Una pelea en la cual García con potentes combinaciones en la corta distancia y un certero golpe de derecha sobre el rostro de Denby lo manda a la lona en el minuto 1:59 del primer asalto. El árbitro da la cuenta de protección, Denby se levanta decide continuar, pero en el minuto 2:10 del mismo asalto recibe un golpe de zurda al mentón y otra vez García lo manda a la lona. García volvió a enviar a la lona a Denby por tercera vez con una combinación de golpes, haciendo que el árbitro detuviese la pelea declarándolo como vencedor por KO técnico en el primer asalto. Su próxima pelea sería contra Jesús Villarreal en la cartelera de Floyd Mayweather, Jr. vs Ricky Hatton el 8 de diciembre de 2007, en el MGM Grand en Las Vegas, Nevada. García derrotó a Jesús Villareal en el segundo asalto por KO técnico. posteriormente su tercera pelea fue contra Marlo Cortez y se llevó a cabo el 11 de enero de 2008, en el Morongo Casino, Resort & Spa de Cabazon, California , García derrotó a Marlo Córtez por KO, con golpes precisos derribando a su oponente en el segundo asalto con un gancho de izquierda, forzando al árbitro a detener la pelea. El 15 de marzo de 2008, en el Mandalay Bay Resort & Casino en Las Vegas, García peleó contra Charles Wade; utilizó su velocidad y rapidez para acercarse a Wade, hasta que con un gancho de izquierda logró noquear a su oponente.
En su quinta pelea profesional, García se enfrentó a Guadalupe Díaz el 19 de abril de 2008, en el Thomas & Mack Center en Las Vegas, derrotó a Díaz con una andanada de golpes en el primer asalto, por lo que el árbitro tuvo que detener la pelea al ver que Díaz difícilmente podía mantenerse en pie. Su siguiente pelea fue el 3 de mayo de 2008, en el Home Depot Center en Carson, California frente a Julio Gamboa. García dominó toda la pelea con la rapidez y potencia de sus golpes, logrando ganar finalmente por decisión unánime. En la cartelera de Bernard Hopkins vs Kelly Pavlik en el Boardwalk Hall en Atlantic City, García detuvo a Dean Nash por KO técnico después de que su oponente cayera a lona tres veces en el tercer asalto.

### Por el campeonato mundial, contra Erik Morales
Tuvo su pelea más complicada en febrero de 2010 contra Ashley Theophane, ganando por decisión dividida. Meses después derrotaría Mike Arnaoutis en cuatro rondas por knockout. En su siguiente pelea en abril de 2011, derrotaría al excampeón ligero Nate Campbell. El 15 de octubre de 2011, García ganó el título vacante superligero de la NABO en Los Ángeles. En la cartelera transmitida por HBO PPV de la pelea entre Hopkins y Dawson; ganaría por decisión dividida al excampeón Kendall Holt. Su primera oportunidad por el título mundial sería el 24 de marzo de 2012 en el Reliant Arena de Houston, frente a la leyenda mexicana y campeón en 4 divisiones, Erik Morales; por el título mundial de peso superligero del Consejo Mundial de Boxeo sumándose esta pelea a la tradicional rivalidad boxística entre "Puerto Rico y México". Luego del pesaje, Moráles fue despojado del título sobrepasar el límite de la división, por lo que el título solo estaba en línea para García. Inicialmente, García hizo una pelea lenta, lo que aprovechó Moráles para lesionar la nariz de su oponente; a medida que la pelea iba avanzando García empezó a tomar el control del combate, logrando enviar a lona a Moráles en el decimoprimer asalto; finalmente García logró derrotar a Moráles por decisión unánime con las puntuaciones 118-111, 117-110 y 116-112.

### Por la unificación de títulos, contra Amir Khan
El 14 de julio de 2012 en el Mandalay Bay, Las Vegas, Danny García se enfrentaría en ese momento al campeón superligero de la WBA y favorito 7-1, Amir Khan; por la unificación los títulos mundial es del WBC y de la WBA de peso superligero, además de estar en juego también el título The Ring de la misma división. Inicialmente, la pelea se hacía desfavorable para García, puesto que Khan demostraba ser más rápido, por lo que Khan claramente logró dominar los dos primeros asaltos; sin embargo, en el tercer asalto, cuando faltaban 35 segundos para terminar este, García logró conectar un potente cruzado de izquierda a Khan, después de que este se descuidara, enviando así, a la lona a Khan, luego de recibir la cuenta del árbitro, Khan logró levantarse faltando 10 segundos para finalizar el asalto, pero estando claramente en malas condiciones; poco después de iniciar el cuarto asalto, García volvió a enviar a la lona a su oponente, y faltando 30 segundos para finalizar el asalto, Khan volvió a caer, y luego de recibir la cuenta, y al ver el árbitro que Khan no podía continuar, este detuvo la pelea y declaró como vencedor por KO técnico y nuevo campeón de la WBA, Danny García.

### Revancha contra Erik Moráles
El 20 de octubre de 2012 en el Barclays Center de Nueva York, se llevó a cabo la revancha entre García y Moráles, por los títulos mundiales de peso superligero del WBC, de la WBA y de la revista The Ring. La pelea fue dominada casi en su totalidad por García, salvo el segundo asalto, donde se vio un poco mejor el boxeador mexicano; al final del tercer asalto un derechazo de García puso en mal estado a Morales, sin embargo este fue salvado por la campana. A la mitad del 4° asalto, Morales fue derribado con un potente golpe de izquierda, al ver esto, la esquina del mexicano entró al ring para detener la pelea, y así Danny García obtenía la victoria por KO y retenía sus títulos por KO. Después de la pelea, Moráles indicó en la entrevista que era su última pelea en los Estados Unidos, y que la última pelea de su carrera la iba a realizar en su ciudad natal Tijuana; también en la entrevista, García indicó que quería pelearle a los mejores boxeadores que se le presenten, e incluso aceptaría una revancha contra el inglés Amir Khan.

### Contra Zab Judah
De nuevo en el Centro Barclays de Nueva York, el 27 de abril de 2013 García defendería sus títulos superligeros contra el también boxeador norteamericano Zab Judah; la cual sería la pelea más complicada en su carrera como profesional. Días antes, en algunas conferencias de prensa para promocionar el evento, los equipos de ambos boxeadores intercambiaron palabras fuertes ameritando que en el posterior pesaje entre ambos no se del típico cara a cara, evitando una posible confrontación antes de la pelea. Durante los inicios y la mitad del combate, García mostró una ligera superioridad sobre Judah, incluso logró ponerlo en mal estado durante el quinto y sexto asalto estando cerca de enviarlo a la lona, gracias a sus potente golpes de derecha; para el 8° asalto, enviaría a la lona a su oponente también con un golpe de derecha, causándole un corte bajo el ojo izquierdo de este; no obstante, en los cuatro últimos asaltos, Judah lograría remontar el combate con sus golpes de izquierda, los cuales también pondrían en problemas durante algunos momentos a García: Finalmente este último ganaría la pelea por decisión unánime, reteniendo así sus títulos y en la entrevista sobre el ring, García comentaría que un golpe de Judah en el decimoprimer asalto logró ponerlo en mal estado y además que esa pelea había sido la más difícil en sus últimos combates.

### Contra Lucas Matthysse
El 14 de septiembre se enfrentaría en el MGM de Las Vegas, al entonces clasificado N°1 The Ring de peso superligero, el argentino Lucas Matthysse, como una pelea coestelar del evento The One (Entre Mayweather y Álvarez). Aunque las apuestas no favorecían a García este saldría victorioso. Durante la pelea, el de Filadelfia lograría conectar un potente golpe de izquierda hacia el ojo de su rival, lo que le provocó un hinchazón y el cierre parcial del ojo derecho al argentino; lo que desencadenaría en la disminución del ímpetu de Lucas, que durante los primeros 4 asaltos había logrado dominar el combate; a partir del quinto y tomando ventaja de la situación de Matthysse, García empezaría a usar una táctica de lanzar golpes en el contraataque y abrazando a su rival para que este no tenga posición para atacar. Un descuido de Lucas en el decimoprimer asalto sería aprovechado por García, el cual con una combinación de golpes enviaría a su oponente a la lona; durante el último asalto, el árbitro, Tony Weeks, le descontaría un punto al norteamericano por golpe bajo, aquel asalto sería dominado por este en casi todo momento, no obstante, Matthysse lograría lanzar una buena combinación de golpes durante los últimos 10 segundos, lo cual hizo retroceder a García. El resultado de la pelea sería una victoria por decisión unánime a favor de García, el cual lograría retener todos sus títulos y conservarse invicto.

### Contra Mauricio Herrera
Defendería sus títulos superligeros de la WBA y del WBC contra Mauricio Herrera el 15 de marzo; desde Puerto Rico, siendo aquí la primera pelea de García en el lugar de origen de sus padres. Herrera, conocido por tener una gran resistencia a los golpes y por haberle quitado el invicto al ruso Ruslan Provodnikov; tendría una pelea muy pareja contra Danny García, con la táctica de lanzar pocos golpes y agacharse en todo momento quitándole así posición a García para que este pudiera atacar, inclusive un golpe de izquierda de Herrera lograría fracturar la nariz de García durante el octavo asalto. La pelea finalizaría con una decisión mayoritaria en favor del campeón ligero de The Ring, Danny García.

### Contra Salka
La siguiente pelea de García fue el 9 de agosto contra su compatriota Rod Salka en Brooklyn. El combate fue totalmente favorable para Danny, el cual mostró una gran superioridad sobre su rival al cual durante el segundo asalto lo enviaría tres veces a la lona. Por lo que García obtendría la victoria por KO.

### Contra Peterson
El 11 de abril de 2015 se enfrenta ante su compatriota y campeón mundial de la IBF en superligero, Lamont Peterson. Durante la pelea García estuvo muy deslucido, dejando que Peterson lo atacase y se viera superior durante el combate; atinando a lanzar pocos golpes durante todo este. La pelea finalmente iría a las tarjetas, donde García ganaría con una controvertida decisión mayoritaria.

### Contra Malignaggi
En junio de 2015 deja vacante su cinturón superligero del WBC, y anuncia que enfrentaría en la división wélter al neoyorquino Paulie Malignaggi el primero de agosto en Brooklyn. La pelea fue claramente favorable a García, demostrando una notoria superioridad ante su rival, que solo atinaba a tratar de defenderse de los golpes de Danny, el árbitro al ver esto detuvo el combate y le dio la victoria por KO al de Filadelfia.

### Contra Thurman
El 4 de marzo de 2017 en Brooklyn, se enfrenta al también invicto supercampeón de la WBA, Keith Thurman. La potencia de este último lograría darle claramente los dos primeros asaltos, a partir del tercero la pelea sería más pareja; con Thurman lanzando potentes golpes y García resistiendo sin inmutarse. Finalmente la pelea sería definida en las tarjetas donde García perdería por decisión dividida; perdiendo su título del WBC y también su récord invicto.

## Récord profesional
| 37 Ganadas (21 KOs), 3 Derrotas |        |                       |      |              |            |                                                             | |
| Res.                            | Récord | Oponente              | Tipo | Rd., Tiempo  | Datos      | Localidad                                                   | Notas |
| G                               | 37-3   | José Benavidez Jr.    | MD   | 12           | 2022-07-30 | Barclays Center, Nueva York                                 | |
| D                               | 36-3   | Errol Spence Jr.      | UD   | 12           | 2020-12-05 | AT&T Stadium, Arlington, Texas                              | Por los títulos mundiales IBF y WBC del peso wélter.                                                                                 |
| G                               | 36-2   | Ivan Redkach          | UD   | 12           | 2020-01-25 | Barclays Center, Brooklyn                                   | |
| G                               | 35-2   | Adrian Granados       | KO   | 7 (12)       | 2019-04-20 | Dignity Health Sports Park, Carson, California              | Gana el título vacante de la WBC Silver del peso wélter                                                                              |
| D                               | 34-2   | Shawn Porter          | UD   | 12           | 2018-09-08 | Barclays Center, Brooklyn, Nueva York                       | Por el título vacante de la WBC del peso wélter                                                                                      |
| G                               | 34-1   | Brandon Rios          | TKO  | 9 (12), 2:25 | 2018-02-17 | Mandalay Bay Hotel & Casino, Events Center, Las Vegas       | |
| D                               | 33-1   | Keith Thurman         | SD   | 12           | 2017-03-04 | Barclays Center, Brooklyn                                   | Pierde el Título Mundial del WBC, por el Título Mundial de la WBA del peso wélter.                                                   |
| G                               | 33-0   | Samuel Vargas         | TKO  | 7 (10), 2:27 | 2016-11-12 | Liacouras Center, Filadelfia, Pensilvania                   | |
| G                               | 32-0   | Robert Guerrero       | UD   | 12           | 2016-01-23 | Staples Center, Los Ángeles, California                     | Gana el Título Mundial vacante del WBC en el peso wélter.                                                                            |
| G                               | 31-0   | Paulie Malignaggi     | TKO  | 9 (12), 2:22 | 2015-08-01 | Barclays Center, Nueva York, Nueva York                     | Pelea en la división wélter. |
| G                               | 30-0   | Lamont Peterson       | MD   | 12           | 2015-04-11 | Barclays Center, Nueva York, Nueva York                     | Sin título en juego, en el 143 lbs.                                                                                                  |
| G                               | 29-0   | Rod Salka             | KO   | 2 (12), 2:31 | 2014-08-09 | Barclays Center, Nueva York, Nueva York                     | Retiene el título de The Ring del peso superligero. Los Títulos Mundiales del WBC y de la WBA no estuvieron en defensa.              |
| G                               | 28-0   | Mauricio Herrera      | MD   | 12           | 2014-03-15 | Coliseo Rubén Rodríguez, Bayamon, Puerto Rico               | Retiene los Títulos Mundiales del WBC, de la WBA y de The Ring del peso superligero.                                                 |
| G                               | 27-0   | Lucas Matthysse       | UD   | 12           | 2013-09-14 | MGM Grand Garden Arena, Las Vegas, Nevada                   | Retiene los Títulos Mundiales del WBC, de la WBA y de The Ring del peso superligero.                                                 |
| G                               | 26-0   | Zab Judah             | UD   | 12           | 2013-04-27 | Barclays Center, Nueva York, Nueva York                     | Retiene los Títulos Mundiales del WBC, de la WBA y de The Ring del peso superligero.                                                 |
| G                               | 25-0   | Érik Morales          | KO   | 4 (12), 1:23 | 2012-10-20 | Barclays Center, Nueva York, Nueva York                     | Retiene los Títulos Mundiales del WBC, de la WBA y de The Ring del peso superligero.                                                 |
| G                               | 24-0   | Amir Khan             | TKO  | 4 (12), 2:28 | 2012-07-14 | Mandalay Bay Events Center, Las Vegas, Nevada               | Retiene el Título Mundial del WBC y gana los Títulos Mundiales de la WBA y el vacante de la revista The Ring en el peso superligero. |
| G                               | 23-0   | Érik Morales          | UD   | 12           | 2012-03-24 | Reliant Arena, Houston, Texas                               | Gana el Título Mundial del WBC en el peso superligero.                                                                               |
| G                               | 22-0   | Kendall Holt          | SD   | 12           | 2011-10-15 | Staples Center, Los Ángeles, California                     | Gana el título vacante NABO de peso superligero.                                                                                     |
| G                               | 21-0   | Nate Campbell         | UD   | 10           | 2011-04-09 | MGM Grand Garden Arena, Las Vegas, Nevada                   | |
| G                               | 20-0   | John Figueroa         | KO   | 2 (8), 0:52  | 2011-02-25 | Four Points Sheraton Hotel, San Diego, California           | |
| G                               | 19-0   | Mike Arnaoutis        | KO   | 4 (10), 1:05 | 2010-10-08 | South Philly Arena, Filadelfia, Pensylvania                 | |
| G                               | 18-0   | Jorge Romero          | TKO  | 9 (10), 1:16 | 2010-07-30 | Moon Palace Resort, Cancún, Quintana Roo                    | Gana el título interino juvenil del WBC en el peso wélter.                                                                           |
| G                               | 17-0   | Christopher Fernández | TKO  | 7 (10), 1:18 | 2010-05-07 | South Philly Arena, Filadelfia, Pensylvania                 | |
| G                               | 16-0   | Ashley Theophane      | SD   | 10           | 2010-02-26 | Don Haskins Center, El Paso, Texas                          | |
| G                               | 15-0   | Enrique Colin         | KO   | 2 (10), 0:55 | 2009-12-02 | Liacouras Center, Filadelfia, Pensylvania                   | Gana el título interino juvenil del WBC en el peso superligero.                                                                      |
| G                               | 14-0   | Oscar León            | TKO  | 3 (6), 2:59  | 2009-08-22 | Toyota Center, Houston, Texas                               | |
| G                               | 13-0   | Pavel Miranda         | TKO  | 2 (8), 0:56  | 2009-06-12 | HP Pavilion, San José, California                           | |
| G                               | 12-0   | Humberto Tapia        | UD   | 8            | 2009-04-11 | Mandalay Bay Events Center, Las Vegas, Nevada               | |
| G                               | 11-0   | Cristian Favela       | UD   | 8            | 2009-02-28 | Toyota Center, Houston, Texas                               | |
| G                               | 10-0   | José Alfredo Lugo     | UD   | 8            | 2008-12-06 | MGM Grand Garden Arena, Las Vegas, Nevada                   | |
| G                               | 9-0    | Adan Hernández        | UD   | 6            | 2008-11-22 | MGM Grand Garden Arena, Las Vegas, Nevada                   | |
| G                               | 8-0    | Deon Nash             | TKO  | 3 (6), 2:59  | 2008-10-18 | Boardwalk Hall, Atlantic City, Nueva Jersey                 | |
| G                               | 7-0    | Tyrone Wiggins        | TKO  | 1 (4), 1:04  | 2008-09-13 | MGM Grand Garden Arena, Las Vegas, Nevada                   | |
| G                               | 6-0    | Julio Gamboa          | UD   | 6            | 2008-05-03 | The Home Depot Center, Carson, California                   | |
| G                               | 5-0    | Guadalupe Díaz        | TKO  | 1 (6), 1:53  | 2008-04-19 | Thomas & Mack Center, Las Vegas, Nevada                     | |
| G                               | 4-0    | Charles Wade          | TKO  | 1 (6), 0:43  | 2008-03-15 | Mandalay Bay Events Center, Las Vegas, Nevada               | |
| G                               | 3-0    | Marlo Cortez          | KO   | 2 (4), 1:07  | 2008-01-11 | Morongo Casino Resort & Spa, Cabazon, California            | |
| G                               | 2-0    | Jesús Villareal       | TKO  | 2 (4), 2:28  | 2007-12-08 | MGM Grand Garden Arena, Las Vegas, Nevada                   | |
| G                               | 1-0    | Mike Denby            | KO   | 1 (4), 1:08  | 2007-11-17 | The Borgata Hotel Casino & Spa, Atlantic City, Nueva Jersey | Debut profesional de García. |